# Myštěves
Myštěves är en ort i Tjeckien. Den ligger i den centrala delen av landet, 80 km öster om huvudstaden Prag. Myštěves ligger 249 meter över havet och antalet invånare är 177.
Terrängen runt Myštěves är platt.Runt Myštěves är det ganska tätbefolkat, med 60 invånare per kvadratkilometer. Närmaste större samhälle är Hořice, 9,3 km nordost om Myštěves. Trakten runt Myštěves består till största delen av jordbruksmark.